# Шелест Григорій Леонтійович
Григорій Леонтійович Шелест (нар. 3 травня 1937) — радянський гірник, новатор виробництва, бригадир робітників очисного вибою шахти «Анненська» тресту «Кадіїввугілля» міста Брянки Ворошиловградської області. Герой Соціалістичної Праці (30.03.1971). Член ЦК КПУ в 1971—1976 р.

## Біографія
Закінчив Брянське міське професійно-технічне училище.
З 1950-х років — гірничий робітник, бригадир бригади робітників очисного вибою шахти «Анненська» тресту «Кадіїввугілля» міста Брянки Ворошиловградської області. Бригада Шелеста першою на шахтах міста Брянки запровадила гірничий комбайн КМ-87 і довела середньодобовий видобуток вугілля до 1000 тонн.
Член КПРС з 1960 року.
Без відриву від виробництва закінчив Комунарський гірничо-металургійний інститут Ворошиловградської області.
Потім — на пенсії у місті Луганську.

## Нагороди
- Герой Соціалістичної Праці (30.03.1971)
- орден Леніна (30.03.1971)
- ордени
- медалі
- заслужений шахтар Української РСР (23.08.1968)